# 横现河街道
横现河街道，是中华人民共和国陕西省汉中市略阳县下辖的一个乡镇级行政单位。
2015年，陕西省民政厅批复同意撤销横现河镇，设立横现河街道办事处。

## 行政区划
横现河街道下辖以下地区：
横现河村、老虎坪村、白家坝村、跑马村、毛坝村、石状沟村和石坝村。